# Von Zubinski
Von Zubinski ist ein deutsches Design- und Illustrations- und Autorinnenduo, das 2001 von den Diplomdesignerinnen Zuni Fellehner und Kirsten Fabinski gegründet wurde. Sie sind Teil der Labor Ateliergemeinschaft in Frankfurt am Main.

## Leben
Zuni Fellehner (* 1975 in Wiesbaden) und Kirsten Fabinski (* 1973 in Frankfurt am Main) haben sich während ihres Kommunikationsdesignstudiums an der Fachhochschule Wiesbaden kennengelernt. Seit 2001 arbeiten sie gemeinsam in der Labor Ateliergemeinschaft, entwickeln Materialien zur Kulturvermittlung und Museumspädagogik, illustrieren für Zeitungen und Zeitschriften und arbeiten für Verlage und Institutionen.

## Bibliografie

### Illustration und Text
- Rasterwelt: Jetzt wird ordentlich gekritzelt, Beltz & Gelberg, 2016, ISBN 978-3-407-82182-9.
- Bollo – Abenteuer am Bach: Vierfarbiges Pappbilderbuch, Beltz & Gelberg, 2012, ISBN 978-3-407-79463-5.
- Alles!: Zuni von Zubinskis gesammeltes Weltwissen, Eichborn Verlag, 2010, ISBN 978-3-8218-6602-4.

### Bücher mit derLabor Ateliergemeinschaft
- Das wird bestimmt ganz toll! Wenn ich groß bin …, Beltz & Gelberg, 2021, ISBN 978-3-407-75601-5
- Spielplätze, Beltz & Gelberg, 2019, ISBN 978-3-407-75454-7.
- Kinder Künstler Fratzenbuch, Beltz & Gelberg, 2018, ISBN 978-3-407-75424-0.
- Ich so du so, Beltz & Gelberg, 2017, ISBN 978-3-407-82316-8.
- Kinder Künstler Erlebnis-Sammelbuch, Beltz & Gelberg, 2017, ISBN 978-3-407-82208-6.
- Rasterwelt, Beltz & Gelberg, 2016, ISBN 978-3-407-82182-9.
- Voll gemütlich. Das Kinder Künstlerbuch vom Wohnen und Bauen, Beltz & Gelberg, 2015, ISBN 978-3-407-82094-5.
- 9 Kinder Künstler Kritzelkinos, Daumenkinos zum Weitermalen, Beltz & Gelberg, 2015.
- Wildes & Unwiderstehliches Kinder Künstler Kritzelmini, Beltz & Gelberg, 2014, ISBN 978-3-407-79589-2, ISBN 978-3-407-79590-8.
- Kinder Künstler Reisebuch, Beltz & Gelberg, 2014, ISBN 978-3-407-79569-4.
- Kinder Künstler Freundebuch, Beltz & Gelberg, 2012, ISBN 978-3-407-79475-8.
- Kinder Künstler Abenteuerbuch, Beltz & Gelberg, 2011, ISBN 978-3-407-79988-3.
- Kinder Künstler Mitmach Minis, Beltz & Gelberg, 2011, ISBN 978-3-407-79990-6, ISBN 978-3-407-79989-0.
- Kinder Künstler Mitmachbuch, Beltz & Gelberg, 2010, ISBN 978-3-407-79974-6.
- Kinder Künstler Kritzelbuch, Beltz & Gelberg, 2009, ISBN 978-3-407-79396-6.

### Buchgestaltungen
- Die Schönsten Deutschen Bücher 2019, Stiftung Buchkunst, 2019, ISBN 978-3-9814291-8-3.
- Acht Betrachtungen II, Henrich Druck + Medien GmbH, 2016, ISBN 978-3-943407-64-8.
- Dirk Brömmel: Kopfüber, Kerber Verlag, 2014, ISBN 978-3-86678-955-5 (Gestaltungsbeteiligung).
- Acht Betrachtungen, Henrich Druck + Medien GmbH, 2013, ISBN 978-3-943407-20-4.

## Ausstellungen
- Laborproben 1–17, Jährliche Werkschau der Labor Ateliergemeinschaft (1999–2017)
- „Geheim! Eine Kunstausstellung für Kinder und alle anderen“, Ludwigsburg Museum, 2015/2016[6]
- „Pssst. Eine Ausstellung für Kinder“, MMK Frankfurt (2012/2013). Zusammen mit acht Künstlern aus England hat die Ateliergemeinschaft Labor Arbeiten für Kinder entwickelt und gestaltet. Das zentrale Thema der Ausstellung waren Geheimnisse, die in ihren unterschiedlichsten Formen aufgegriffen und dargestellt wurden[7]
- "Achtung Kartoffel!", Kinderbuchmesse in Bologna, (2016)[8]
- Wir gratulieren – 20 Jahre LABOR Ateliergemeinschaft, Bilderbuchmuseum Troisdorf, 7. September 2019 – 10. November 2019

## Auszeichnungen
- 2018: Nominierung für den Deutschen Jugendliteraturpreis für Ich so du so
- 2018: Auszeichnung Die schönsten deutschen Bücher 2018 der Stiftung Buchkunst für Ich so du so[9]
- 2018: Leipziger Lesekompass der Stiftung Lesen und der Leipziger Buchmesse für Ich so du so[10]
- 2017: Longlist Die schönsten deutschen Bücher 2017 der Stiftung Buchkunst für Rasterwelt[11]
- 2016: Lead Awards, Nominierung zum Cover des Jahres für den ZEITmagazin Ab an den Strand[12]
- 2015: Deutscher Fotobuchpreis 2015, Silber für Kopfüber (Gestaltungsbeteiligung)[13]
- 2014: foerderpreis fuer junge buchgestaltung, Shortlist der Stiftung Buchkunst für Acht Betrachtungen[14]
- 2009: Kröte des Monats der Studien- und Beratungsstelle für Kinder- und Jugendliteratur in Zusammenarbeit mit dem Österreichischen Bibliothekswerk für Kinder Künstler Kritzelbuch im September 2009[15]